# 輪舞曲 (漫畫)
《輪舞曲》（日语：マガジンロンド）是松尾裕美創作的日本漫畫，全1集。獲得2023年度日本漫畫家協會賞萬畫部門大賞。

## 簡介
描述虛構的女性雜誌《輪舞曲》在1922年至2022年間的發展，從大正和洋風潮時尚正盛時創刊，歷經昭和的大轉型，再到平成、令和的現代時尚，以及各年代間讀者與雜誌結緣、或圍繞著雜誌展開的故事。1922年部分的劇情中出場人物和作者的另一部作品《百貨店華爾滋》有重疊，可見兩部作品為同一世界觀。
據編輯表示，本書參考了19世紀歐洲時裝版畫（Fashion Plate），這些版畫是時尚雜誌的原型，以及大正至昭和時期實業之日本社出版的雜誌《少女之友》。

## 出版
| 卷数 | 日本          | 日本                | 瑞昇文化      | 瑞昇文化            |
| 卷数 | 發售日期      | ISBN                | 發售日期      | ISBN                |
| ---- | ------------- | ------------------- | ------------- | ------------------- |
| 全   | 2022年12月1日 | ISBN 978-4408640730 | 2023年9月20日 | ISBN 978-9864016556 |